# UEFA Youth League 2021-2022
Navigation
Édition précédente Édition suivante
L'UEFA Youth League 2021-2022 est la 8e édition de l'UEFA Youth League organisée par l'UEFA. C'est une compétition de football réservée aux joueurs de moins de 19 ans. Elle oppose les équipes de moins de 19 ans des clubs professionnels qualifiés pour la Ligue des champions de l'UEFA 2021-2022, ainsi que les clubs champions des 32 championnats les mieux classés au classement UEFA en 2020.

## Présentation

### Équipes participantes
Un total de 64 équipes issues de 32 des 55 associations affiliées à l'UEFA prennent part à la compétition. Elles sont divisées en deux voies :
- Les équipes jeunes des 32 clubs qualifiés pour la phase de groupes de la Ligue des champions 2021-2022 sont assignés à la voie de la Ligue des champions.
- Les équipes championnes des championnats jeunes des 32 associations les mieux classées au classement UEFA en 2020 sont assignés à la voie des clubs champions.

Si une équipe championne nationale est déjà assignée à la voie de la Ligue des champions, celle-ci est remplacée par le champion national de l’association suivante au classement UEFA.

### Format
La compétition est composée d'une phase préliminaire et d'une phase finale :
- La phase préliminaire peut se diviser en trois étapes
  - Les équipes de la voie de la Ligue des champions s'affrontent au sein de 8 poules de quatre équipes, les premiers sont qualifiés pour les huitièmes de finale et les deuxièmes sont qualifiés pour les barrages.
  - Les équipes de la voie des champions s'affrontent lors deux tours à élimination directe, disputés en rencontres aller-retour. Les vainqueurs du deuxième tour sont qualifiés pour les barrages.
  - Les barrages se disputent sur un match simple, disputé sur le terrain des clubs issus de la voie des champions. Les vainqueurs sont qualifiés pour les huitièmes de finale
- La phase finale se compose de quatre tours, tous disputés en matchs simples à élimination directe : des huitièmes de finale, des quarts de finale, des demi-finales et une finale.

### Restrictions
Pour participer, les joueurs doivent être nés le 1er janvier 2003 au plus tôt, les équipes sont cependant autorisées à enregistrer un maximum de trois joueurs nés entre le 1er janvier et le 31 décembre 2002.

## Calendrier
| Nom                              | Nom                                             | Tirage au sort   | Date aller                                             | Date retour                                       |
| -------------------------------- | ----------------------------------------------- | ---------------- | ------------------------------------------------------ | ------------------------------------------------- |
| Phase préliminaire (2021 - 2022) |                                                 |                  |                                                        |                                                   |
| Voie des champions               | Premier tour                                    | 3 septembre Nyon | 29 septembre                                           | 20 octobre                                        |
| Voie des champions               | Second tour                                     | 3 septembre Nyon | 3 novembre                                             | 24 novembre                                       |
| Voie de la Ligue des champions   | Journées 1 et 4 Journées 2 et 5 Journées 3 et 6 | 26 août Istanbul | 14 et 15 septembre 28 et 29 septembre 19 et 20 octobre | 2 et 3 novembre 23 et 24 novembre 7 et 8 décembre |
| Barrages                         | Barrages                                        | 14 décembre      | 8 et 9 février                                         | 8 et 9 février                                    |
| Phase finale (2022)              |                                                 |                  |                                                        |                                                   |
| Huitièmes de finale              | Huitièmes de finale                             | 14 février       | 1er et 2 mars                                          | 1er et 2 mars                                     |
| Quarts de finale                 | Quarts de finale                                | 14 février       | 15 et 16 mars                                          | 15 et 16 mars                                     |
| Demi-finales                     | Demi-finales                                    | 14 février       | 22 avril à Nyon                                        | 22 avril à Nyon                                   |
| Finale                           | Finale                                          | 14 février       | 25 avril à Nyon                                        | 25 avril à Nyon                                   |

## Phase de groupes

### Format
Cette voie prend la forme d'une phase de groupes, les groupes étant calqués sur ceux de la Ligue des champions de l'UEFA 2021-2022 tirés à Istanbul le 26 août 2021.
Dans chaque groupe, les équipes jouent chacune entre elles à domicile et à l'extérieur suivant un format « toutes rondes ». Les premiers des groupes sont qualifiés pour les huitièmes de finale, les deuxièmes des groupes sont quant à eux qualifiés pour les barrages, où ils sont alors rejoints par les huit équipes issues de la voie des clubs champions.
| Phase de groupes   | Phase de groupes  | Phase de groupes         | Phase de groupes   |
| ------------------ | ----------------- | ------------------------ | ------------------ |
| Atlético de Madrid | Chelsea FC        | Juventus FC              | Dynamo Kiev        |
| Real Madrid        | Bayern Munich     | LOSC Lille               | Chakhtar Donetsk   |
| FC Barcelone       | RB Leipzig        | Paris Saint-Germain      | Ajax Amsterdam     |
| Séville FC         | Borussia Dortmund | Sporting CP              | Beşiktaş JK        |
| Villarreal CF      | VfL Wolfsburg     | Benfica Lisbonne         | Red Bull Salzbourg |
| Manchester City    | Inter Milan       | FC Porto                 | BSC Young Boys     |
| Manchester United  | AC Milan          | Zénith Saint-Pétersbourg | Malmö FF           |
| Liverpool FC       | Atalanta Bergame  | Club Bruges              | Sheriff Tiraspol   |

Légende des classements
- Qualifié pour les huitièmes de finale
- Repêché en barrages

Légende des résultats
- Victoire à domicile
- Match nul
- Victoire à l'extérieur

#### Groupe A
| Rang | Équipe              | Pts | J | G | N | P | Bp | Bc | Diff |  | Résultats (▼ dom., ► ext.) |     |     |     |     |
| ---- | ------------------- | --- | - | - | - | - | -- | -- | ---- |  | -------------------------- | --- | --- | --- | --- |
| 1    | Paris Saint-Germain | 14  | 6 | 4 | 2 | 0 | 16 | 7  | +9   |  | Paris Saint-Germain        |     | 3-2 | 1-1 | 3-0 |
| 2    | Club Bruges         | 11  | 6 | 3 | 2 | 1 | 18 | 11 | +7   |  | Club Bruges                | 2-2 |     | 1-1 | 4-1 |
| 3    | Manchester City     | 8   | 6 | 2 | 2 | 2 | 12 | 11 | +1   |  | Manchester City            | 1-3 | 3-5 |     | 5-1 |
| 4    | RB Leipzig          | 0   | 6 | 0 | 0 | 6 | 4  | 21 | -17  |  | RB Leipzig                 | 1-4 | 1-4 | 0-1 |     |

#### Groupe B
| Rang | Équipe             | Pts | J | G | N | P | Bp | Bc | Diff |  | Résultats (▼ dom., ► ext.) |     |     |     |     |
| ---- | ------------------ | --- | - | - | - | - | -- | -- | ---- |  | -------------------------- | --- | --- | --- | --- |
| 1    | Liverpool FC       | 11  | 6 | 3 | 2 | 1 | 9  | 4  | +5   |  | Liverpool FC               |     | 2-0 | 4-0 | 1-0 |
| 2    | Atlético de Madrid | 10  | 6 | 3 | 1 | 2 | 9  | 6  | +3   |  | Atlético de Madrid         | 2-0 |     | 1-2 | 3-0 |
| 3    | FC Porto           | 10  | 6 | 3 | 1 | 2 | 8  | 9  | -1   |  | FC Porto                   | 1-1 | 1-2 |     | 3-1 |
| 4    | AC Milan           | 2   | 6 | 0 | 2 | 4 | 3  | 10 | -7   |  | AC Milan                   | 1-1 | 1-1 | 0-1 |     |

#### Groupe C
| Rang | Équipe            | Pts | J | G | N | P | Bp | Bc | Diff |  | Résultats (▼ dom., ► ext.) |     |     |     |     |
| ---- | ----------------- | --- | - | - | - | - | -- | -- | ---- |  | -------------------------- | --- | --- | --- | --- |
| 1    | Sporting CP       | 11  | 6 | 3 | 2 | 1 | 11 | 8  | +3   |  | Sporting CP                |     | 3-2 | 1-1 | 1-2 |
| 2    | Borussia Dortmund | 10  | 6 | 3 | 1 | 2 | 16 | 9  | +7   |  | Borussia Dortmund          | 0-0 |     | 0-1 | 6-2 |
| 3    | Ajax Amsterdam    | 10  | 6 | 3 | 1 | 2 | 9  | 10 | -1   |  | Ajax Amsterdam             | 2-3 | 1-5 |     | 3-1 |
| 4    | Beşiktaş JK       | 3   | 6 | 1 | 0 | 5 | 8  | 17 | -9   |  | Beşiktaş JK                | 1-3 | 2-3 | 0-1 |     |

#### Groupe D
| Rang | Équipe           | Pts | J | G | N | P | Bp | Bc | Diff |  | Résultats (▼ dom., ► ext.) |     |     |     |     |
| ---- | ---------------- | --- | - | - | - | - | -- | -- | ---- |  | -------------------------- | --- | --- | --- | --- |
| 1    | Real Madrid      | 13  | 6 | 4 | 1 | 1 | 11 | 6  | +5   |  | Real Madrid                |     | 2-1 | 1-0 | 4-1 |
| 2    | Inter Milan      | 13  | 6 | 4 | 1 | 1 | 10 | 6  | +4   |  | Inter Milan                | 1-1 |     | 1-0 | 2-1 |
| 3    | Chakhtar Donetsk | 9   | 6 | 3 | 0 | 3 | 14 | 5  | +9   |  | Chakhtar Donetsk           | 3-2 | 0-1 |     | 6-0 |
| 4    | Sheriff Tiraspol | 0   | 6 | 0 | 0 | 6 | 4  | 22 | -18  |  | Sheriff Tiraspol           | 0-1 | 2-4 | 0-5 |     |

#### Groupe E
| Rang | Équipe        | Pts | J | G | N | P | Bp | Bc | Diff |  | Résultats (▼ dom., ► ext.) |     |     |     |     |
| ---- | ------------- | --- | - | - | - | - | -- | -- | ---- |  | -------------------------- | --- | --- | --- | --- |
| 1    | SL Benfica    | 15  | 6 | 5 | 0 | 1 | 11 | 4  | +7   |  | SL Benfica                 |     | 1-0 | 4-0 | 4-0 |
| 2    | Dynamo Kiev   | 13  | 6 | 4 | 1 | 1 | 14 | 3  | +11  |  | Dynamo Kiev                | 4-0 |     | 4-1 | 2-1 |
| 3    | FC Barcelone  | 4   | 6 | 1 | 1 | 4 | 5  | 11 | -6   |  | FC Barcelone               | 0-3 | 0-0 |     | 2-0 |
| 4    | Bayern Munich | 3   | 6 | 1 | 0 | 5 | 4  | 16 | -12  |  | Bayern Munich              | 0-2 | 0-4 | 3-2 |     |

#### Groupe F
| Rang | Équipe            | Pts | J | G | N | P | Bp | Bc | Diff |  | Résultats (▼ dom., ► ext.) |     |     |     |     |
| ---- | ----------------- | --- | - | - | - | - | -- | -- | ---- |  | -------------------------- | --- | --- | --- | --- |
| 1    | Manchester United | 15  | 6 | 5 | 0 | 1 | 12 | 9  | +3   |  | Manchester United          |     | 1-4 | 4-2 | 2-1 |
| 2    | Villarreal CF     | 11  | 6 | 3 | 2 | 1 | 14 | 8  | +6   |  | Villarreal CF              | 1-2 |     | 2-0 | 3-3 |
| 3    | Atalanta Bergame  | 7   | 6 | 2 | 1 | 3 | 14 | 14 | 0    |  | Atalanta Bergame           | 1-2 | 2-2 |     | 3-0 |
| 4    | BSC Young Boys    | 1   | 6 | 0 | 1 | 5 | 9  | 18 | -9   |  | BSC Young Boys             | 0-1 | 1-3 | 2-3 |     |

#### Groupe G
| Rang | Équipe        | Pts | J | G | N | P | Bp | Bc | Diff |  | Résultats (▼ dom., ► ext.) |     |     |     |     |
| ---- | ------------- | --- | - | - | - | - | -- | -- | ---- |  | -------------------------- | --- | --- | --- | --- |
| 1    | RB Salzbourg  | 12  | 6 | 4 | 0 | 2 | 10 | 5  | +5   |  | RB Salzbourg               |     | 2-0 | 3-1 | 3-0 |
| 2    | Séville FC    | 11  | 6 | 3 | 2 | 1 | 8  | 3  | +5   |  | Séville FC                 | 2-0 |     | 0-0 | 2-0 |
| 3    | LOSC Lille    | 10  | 6 | 3 | 1 | 2 | 7  | 6  | +1   |  | LOSC Lille                 | 1-0 | 0-3 |     | 2-0 |
| 4    | VfL Wolfsburg | 1   | 6 | 0 | 1 | 5 | 2  | 13 | -11  |  | VfL Wolfsburg              | 1-2 | 1-1 | 0-3 |     |

#### Groupe H
| Rang | Équipe                   | Pts | J | G | N | P | Bp | Bc | Diff |  | Résultats (▼ dom., ► ext.) |     |     |     |     |
| ---- | ------------------------ | --- | - | - | - | - | -- | -- | ---- |  | -------------------------- | --- | --- | --- | --- |
| 1    | Juventus FC              | 16  | 6 | 5 | 1 | 0 | 18 | 7  | +11  |  | Juventus FC                |     | 3-1 | 4-2 | 4-1 |
| 2    | Chelsea FC               | 10  | 6 | 3 | 1 | 2 | 15 | 10 | +5   |  | Chelsea FC                 | 1-3 |     | 3-1 | 4-2 |
| 3    | Zénith Saint-Pétersbourg | 7   | 6 | 2 | 1 | 3 | 10 | 13 | -3   |  | Zénith Saint-Pétersbourg   | 0-2 | 1-1 |     | 3-2 |
| 4    | Malmö FF                 | 1   | 6 | 0 | 1 | 5 | 8  | 21 | -13  |  | Malmö FF                   | 2-2 | 0-5 | 1-3 |     |

## Voie des clubs champions

### Premier tour de qualification
| Premier tour de qualification | Premier tour de qualification | Premier tour de qualification | Premier tour de qualification | Premier tour de qualification | Premier tour de qualification | Premier tour de qualification | Premier tour de qualification |
| Groupe 1                      | Groupe 1                      | Groupe 1                      | Groupe 1                      | Groupe 2                      | Groupe 2                      | Groupe 2                      | Groupe 2                      |
| ----------------------------- | ----------------------------- | ----------------------------- | ----------------------------- | ----------------------------- | ----------------------------- | ----------------------------- | ----------------------------- |
| Deportivo La Corogne          | Sparta Prague                 | PAOK Salonique                | Hajduk Split                  | 1. FC Cologne                 | KRC Genk                      | APOEL Nicosie                 | Maccabi Haïfa                 |
| Pogoń Szczecin                | MŠK Žilina                    | MTK Budapest                  | FK Shkëndija                  | Kaïrat Almaty                 | FK Minsk                      | Žalgiris Vilnius              | BFC Daugavpils                |
| Groupe 3                      | Groupe 3                      | Groupe 3                      | Groupe 3                      | Groupe 4                      | Groupe 4                      | Groupe 4                      | Groupe 4                      |
| Empoli FC                     | AZ Alkmaar                    | Trabzonspor                   | FK Qabala                     | Angers SCO                    | FC Midtjylland                | Rangers FC                    | Étoile rouge de Belgrade      |
| Septemvri Sofia               | NK Domžale                    | Akademia Futbollit            | FK Zvijezda 09                | Hammarby IF                   | Rosenborg BK                  | Miercurea Ciuc                | St. Patrick's Athletic        |

| Équipe                 | Aller | Total  | Retour | Équipe                   |
| ---------------------- | ----- | ------ | ------ | ------------------------ |
| Pogoń Szczecin         | 3 - 0 | 3 - 4  | 0 - 4  | Deportivo La Corogne     |
| MTK Budapest           | 3 - 1 | 6 - 4  | 3 - 3  | Sparta Prague            |
| PAOK Salonique         | 1 - 5 | 1 - 7  | 0 - 2  | MŠK Žilina               |
| FK Shkëndija           | 0 - 2 | 1 - 5  | 1 - 3  | Hajduk Split             |
| BFC Daugavpils         | 0 - 4 | 0 - 6  | 0 - 2  | FK Minsk                 |
| APOEL Nicosie          | 1 - 1 | 1 - 2  | 0 - 1  | Kaïrat Almaty            |
| Žalgiris Vilnius       | 0 - 3 | 0 - 5  | 0 - 2  | Maccabi Haïfa            |
| 1. FC Cologne          | 2 - 4 | 3 - 7  | 1 - 3  | KRC Genk                 |
| Septemvri Sofia        | 3 - 0 | 4 - 1  | 1 - 1  | Akademia Futbollit       |
| FK Zvijezda 09         | 0 - 1 | 0 - 3  | 0 - 2  | Trabzonspor              |
| NK Domžale             | 1 - 2 | 2 - 3  | 1 - 1  | Empoli FC                |
| FK Qabala              | 0 - 4 | 0 - 11 | 0 - 7  | AZ Alkmaar               |
| Miercurea Ciuc         | 0 - 2 | 0 - 5  | 0 - 3  | Angers SCO               |
| Rangers FC             | 3 - 0 | 5 - 1  | 2 - 1  | Hammarby IF              |
| Rosenborg BK           | 2 - 4 | 3 - 14 | 1 - 10 | FC Midtjylland           |
| St. Patrick's Athletic | 1 - 2 | 1 - 4  | 0 - 2  | Étoile rouge de Belgrade |

### Second tour de qualification
| Équipe                   | Aller | Total           | Retour | Équipe         |
| ------------------------ | ----- | --------------- | ------ | -------------- |
| Hajduk Split             | 3 - 0 | 4 - 1           | 1 - 1  | FK Minsk       |
| MTK Budapest             | 1 - 2 | 1 - 3           | 0 - 1  | KRC Genk       |
| Deportivo La Corogne     | 5 - 1 | 5 - 4           | 0 - 3  | Maccabi Haïfa  |
| MŠK Žilina               | 3 - 2 | 3 - 3 3 - 0 tab | 0 - 1  | Kaïrat Almaty  |
| Étoile rouge de Belgrade | 1 - 1 | 1 - 6           | 0 - 5  | Empoli FC      |
| Trabzonspor              | 2 - 5 | 2 - 10          | 0 - 5  | FC Midtjylland |
| Angers SCO               | 0 - 1 | 1 - 1 4 - 5 tab | 1 - 0  | AZ Alkmaar     |
| Septemvri Sofia          | 2 - 4 | 2 - 7           | 0 - 3  | Rangers FC     |

## Barrages
| Voie de la Ligue   | Voie des Clubs Champions |
| ------------------ | ------------------------ |
| Club Bruges        | Hajduk Split             |
| Atlético de Madrid | KRC Genk                 |
| Borussia Dortmund  | Deportivo La Corogne     |
| Inter Milan        | MŠK Žilina               |
| Dynamo Kiev        | Empoli FC                |
| Villarreal CF      | FC Midtjylland           |
| Séville FC         | AZ Alkmaar               |
| Chelsea FC         | Rangers FC               |

| Club                 | Score           | Club               |
| -------------------- | --------------- | ------------------ |
| Empoli FC            | 3 - 5           | Borussia Dortmund  |
| KRC Genk             | 5 - 1           | Chelsea FC         |
| AZ Alkmaar           | 3 - 3 4 - 3 tab | Villarreal CF      |
| MŠK Žilina           | 3 - 1           | Inter Milan        |
| Hajduk Split         | 0 - 0 2 - 3 tab | Atlético de Madrid |
| FC Midtjylland       | 3 - 2           | Club Bruges        |
| Deportivo La Corogne | 2 - 2 2 - 3 tab | Dynamo Kiev        |
| Rangers FC           | 0 - 1           | Séville FC         |

## Phase finale

### Huitièmes de finale
| Voie de la Ligue    | Barrages           |
| ------------------- | ------------------ |
| Paris Saint-Germain | Borussia Dortmund  |
| Liverpool FC        | KRC Genk           |
| Sporting CP         | AZ Alkmaar         |
| Real Madrid         | MŠK Žilina         |
| SL Benfica          | Atlético de Madrid |
| Manchester United   | FC Midtjylland     |
| RB Salzbourg        | Dynamo Kiev        |
| Juventus FC         | Séville FC         |

| Club                | Score           | Club               |
| ------------------- | --------------- | ------------------ |
| Liverpool FC        | 1 - 1 4 - 3 tab | KRC Genk           |
| Real Madrid         | 2 - 3           | Atlético de Madrid |
| AZ Alkmaar          | 0 – 0 4 - 5 tab | Juventus FC        |
| Dynamo Kiev         | 1 - 2           | Sporting CP        |
| Manchester United   | 2 – 2 1 - 3 tab | Borussia Dortmund  |
| MŠK Žilina          | 1 - 1 3 - 4 tab | RB Salzbourg       |
| Paris Saint-Germain | 2 - 0           | Séville FC         |
| FC Midtjylland      | 2 - 3           | SL Benfica         |

### Quarts de finale
| Club                | Score | Club               |
| ------------------- | ----- | ------------------ |
| Juventus FC         | 2 - 0 | Liverpool FC       |
| Paris Saint-Germain | 1 - 3 | RB Salzbourg       |
| Sporting CP         | 0 - 4 | SL Benfica         |
| Borussia Dortmund   | 0 - 1 | Atlético de Madrid |

### Demi-finales
Les demi-finales se jouent au centre sportif de Colovray à Nyon le 22 avril 2022.
| Club               | Score           | Club         |
| ------------------ | --------------- | ------------ |
| Juventus FC        | 2 - 2 3 - 4 tab | SL Benfica   |
| Atlético de Madrid | 0 - 5           | RB Salzbourg |

### Finale
La finale se joue le 25 avril 2022 au centre sportif de Colovray à Nyon.
| Club         | Score | Club       |
| ------------ | ----- | ---------- |
| RB Salzbourg | 0 - 6 | SL Benfica |

### Tableau final
|  | Huitièmes de finale | Huitièmes de finale | Huitièmes de finale                 | Huitièmes de finale |                     |                     | Quarts de finale | Quarts de finale | Quarts de finale | Quarts de finale |  |  | Demi-finales                        | Demi-finales                        | Demi-finales                        | Demi-finales                        |  |  | Finale                              | Finale                              | Finale                              | Finale                              |
|  |                     |                     |                                     |                     |                     |                     |                  |                  |                  |                  |  |  |                                     |                                     |                                     |                                     |  |  |                                     |                                     |                                     |                                     |
|  | 1er mars 2022       | 1er mars 2022       | 1er mars 2022                       | 1er mars 2022       |                     |                     | 16 mars          | 16 mars          | 16 mars          | 16 mars          |  |  | 22 avril 2022, Stade Colovray, Nyon | 22 avril 2022, Stade Colovray, Nyon | 22 avril 2022, Stade Colovray, Nyon | 22 avril 2022, Stade Colovray, Nyon |  |  | 25 avril 2022, Stade Colovray, Nyon | 25 avril 2022, Stade Colovray, Nyon | 25 avril 2022, Stade Colovray, Nyon | 25 avril 2022, Stade Colovray, Nyon |
|  | Manchester United   | Manchester United   | 2 (1)                               | 2 (1)               |                     |                     | 16 mars          | 16 mars          | 16 mars          | 16 mars          |  |  | 22 avril 2022, Stade Colovray, Nyon | 22 avril 2022, Stade Colovray, Nyon | 22 avril 2022, Stade Colovray, Nyon | 22 avril 2022, Stade Colovray, Nyon |  |  | 25 avril 2022, Stade Colovray, Nyon | 25 avril 2022, Stade Colovray, Nyon | 25 avril 2022, Stade Colovray, Nyon | 25 avril 2022, Stade Colovray, Nyon |
|  | Manchester United   | Manchester United   | 2 (1)                               | 2 (1)               |                     |                     | 16 mars          | 16 mars          | 16 mars          | 16 mars          |  |  | 22 avril 2022, Stade Colovray, Nyon | 22 avril 2022, Stade Colovray, Nyon | 22 avril 2022, Stade Colovray, Nyon | 22 avril 2022, Stade Colovray, Nyon |  |  | 25 avril 2022, Stade Colovray, Nyon | 25 avril 2022, Stade Colovray, Nyon | 25 avril 2022, Stade Colovray, Nyon | 25 avril 2022, Stade Colovray, Nyon |
|  | Borussia Dortmund   | Borussia Dortmund   | 2 (3)                               | 2 (3)               |                     |                     | 16 mars          | 16 mars          | 16 mars          | 16 mars          |  |  | 22 avril 2022, Stade Colovray, Nyon | 22 avril 2022, Stade Colovray, Nyon | 22 avril 2022, Stade Colovray, Nyon | 22 avril 2022, Stade Colovray, Nyon |  |  | 25 avril 2022, Stade Colovray, Nyon | 25 avril 2022, Stade Colovray, Nyon | 25 avril 2022, Stade Colovray, Nyon | 25 avril 2022, Stade Colovray, Nyon |
|  | Borussia Dortmund   | Borussia Dortmund   | 2 (3)                               | 2 (3)               | Borussia Dortmund   | Borussia Dortmund   | 0                | 0                |                  |                  |  |  | 22 avril 2022, Stade Colovray, Nyon | 22 avril 2022, Stade Colovray, Nyon | 22 avril 2022, Stade Colovray, Nyon | 22 avril 2022, Stade Colovray, Nyon |  |  | 25 avril 2022, Stade Colovray, Nyon | 25 avril 2022, Stade Colovray, Nyon | 25 avril 2022, Stade Colovray, Nyon | 25 avril 2022, Stade Colovray, Nyon |
|  | 2 mars 2022         |                     |                                     |                     | Borussia Dortmund   | Borussia Dortmund   | 0                | 0                |                  |                  |  |  | 22 avril 2022, Stade Colovray, Nyon | 22 avril 2022, Stade Colovray, Nyon | 22 avril 2022, Stade Colovray, Nyon | 22 avril 2022, Stade Colovray, Nyon |  |  | 25 avril 2022, Stade Colovray, Nyon | 25 avril 2022, Stade Colovray, Nyon | 25 avril 2022, Stade Colovray, Nyon | 25 avril 2022, Stade Colovray, Nyon |
|  |                     |                     | Atlético de Madrid                  | Atlético de Madrid  | 1                   | 1                   |                  |                  |                  |                  |  |  | 22 avril 2022, Stade Colovray, Nyon | 22 avril 2022, Stade Colovray, Nyon | 22 avril 2022, Stade Colovray, Nyon | 22 avril 2022, Stade Colovray, Nyon |  |  | 25 avril 2022, Stade Colovray, Nyon | 25 avril 2022, Stade Colovray, Nyon | 25 avril 2022, Stade Colovray, Nyon | 25 avril 2022, Stade Colovray, Nyon |
|  | Real Madrid         | Real Madrid         | Atlético de Madrid                  | Atlético de Madrid  | 1                   | 1                   | 2                | 2                |                  |                  |  |  | 22 avril 2022, Stade Colovray, Nyon | 22 avril 2022, Stade Colovray, Nyon | 22 avril 2022, Stade Colovray, Nyon | 22 avril 2022, Stade Colovray, Nyon |  |  | 25 avril 2022, Stade Colovray, Nyon | 25 avril 2022, Stade Colovray, Nyon | 25 avril 2022, Stade Colovray, Nyon | 25 avril 2022, Stade Colovray, Nyon |
|  | Real Madrid         | Real Madrid         | 16 mars                             |                     |                     |                     | 2                | 2                |                  |                  |  |  | 22 avril 2022, Stade Colovray, Nyon | 22 avril 2022, Stade Colovray, Nyon | 22 avril 2022, Stade Colovray, Nyon | 22 avril 2022, Stade Colovray, Nyon |  |  | 25 avril 2022, Stade Colovray, Nyon | 25 avril 2022, Stade Colovray, Nyon | 25 avril 2022, Stade Colovray, Nyon | 25 avril 2022, Stade Colovray, Nyon |
|  | Atlético de Madrid  | Atlético de Madrid  | 3                                   | 3                   |                     |                     |                  |                  |                  |                  |  |  | 22 avril 2022, Stade Colovray, Nyon | 22 avril 2022, Stade Colovray, Nyon | 22 avril 2022, Stade Colovray, Nyon | 22 avril 2022, Stade Colovray, Nyon |  |  | 25 avril 2022, Stade Colovray, Nyon | 25 avril 2022, Stade Colovray, Nyon | 25 avril 2022, Stade Colovray, Nyon | 25 avril 2022, Stade Colovray, Nyon |
|  | Atlético de Madrid  | Atlético de Madrid  | 3                                   | 3                   | Atlético de Madrid  | Atlético de Madrid  | 0                | 0                |                  |                  |  |  |                                     |                                     |                                     |                                     |  |  | 25 avril 2022, Stade Colovray, Nyon | 25 avril 2022, Stade Colovray, Nyon | 25 avril 2022, Stade Colovray, Nyon | 25 avril 2022, Stade Colovray, Nyon |
|  | 1er mars 2022       |                     |                                     |                     | Atlético de Madrid  | Atlético de Madrid  | 0                | 0                |                  |                  |  |  |                                     |                                     |                                     |                                     |  |  | 25 avril 2022, Stade Colovray, Nyon | 25 avril 2022, Stade Colovray, Nyon | 25 avril 2022, Stade Colovray, Nyon | 25 avril 2022, Stade Colovray, Nyon |
|  |                     |                     | RB Salzbourg                        | RB Salzbourg        | 5                   | 5                   |                  |                  |                  |                  |  |  |                                     |                                     |                                     |                                     |  |  | 25 avril 2022, Stade Colovray, Nyon | 25 avril 2022, Stade Colovray, Nyon | 25 avril 2022, Stade Colovray, Nyon | 25 avril 2022, Stade Colovray, Nyon |
|  | Paris Saint-Germain | Paris Saint-Germain | RB Salzbourg                        | RB Salzbourg        | 5                   | 5                   | 2                | 2                |                  |                  |  |  |                                     |                                     |                                     |                                     |  |  | 25 avril 2022, Stade Colovray, Nyon | 25 avril 2022, Stade Colovray, Nyon | 25 avril 2022, Stade Colovray, Nyon | 25 avril 2022, Stade Colovray, Nyon |
|  | Paris Saint-Germain | Paris Saint-Germain | 22 avril 2022, Stade Colovray, Nyon |                     |                     |                     | 2                | 2                |                  |                  |  |  |                                     |                                     |                                     |                                     |  |  | 25 avril 2022, Stade Colovray, Nyon | 25 avril 2022, Stade Colovray, Nyon | 25 avril 2022, Stade Colovray, Nyon | 25 avril 2022, Stade Colovray, Nyon |
|  | Séville FC          | Séville FC          | 0                                   | 0                   |                     |                     |                  |                  |                  |                  |  |  |                                     |                                     |                                     |                                     |  |  | 25 avril 2022, Stade Colovray, Nyon | 25 avril 2022, Stade Colovray, Nyon | 25 avril 2022, Stade Colovray, Nyon | 25 avril 2022, Stade Colovray, Nyon |
|  | Séville FC          | Séville FC          | 0                                   | 0                   | Paris Saint-Germain | Paris Saint-Germain | 1                | 1                |                  |                  |  |  |                                     |                                     |                                     |                                     |  |  | 25 avril 2022, Stade Colovray, Nyon | 25 avril 2022, Stade Colovray, Nyon | 25 avril 2022, Stade Colovray, Nyon | 25 avril 2022, Stade Colovray, Nyon |
|  | 2 mars 2022         |                     |                                     |                     | Paris Saint-Germain | Paris Saint-Germain | 1                | 1                |                  |                  |  |  |                                     |                                     |                                     |                                     |  |  | 25 avril 2022, Stade Colovray, Nyon | 25 avril 2022, Stade Colovray, Nyon | 25 avril 2022, Stade Colovray, Nyon | 25 avril 2022, Stade Colovray, Nyon |
|  |                     |                     | RB Salzbourg                        | RB Salzbourg        | 3                   | 3                   |                  |                  |                  |                  |  |  |                                     |                                     |                                     |                                     |  |  | 25 avril 2022, Stade Colovray, Nyon | 25 avril 2022, Stade Colovray, Nyon | 25 avril 2022, Stade Colovray, Nyon | 25 avril 2022, Stade Colovray, Nyon |
|  | MŠK Žilina          | MŠK Žilina          | RB Salzbourg                        | RB Salzbourg        | 3                   | 3                   | 1 (3)            | 1 (3)            |                  |                  |  |  |                                     |                                     |                                     |                                     |  |  | 25 avril 2022, Stade Colovray, Nyon | 25 avril 2022, Stade Colovray, Nyon | 25 avril 2022, Stade Colovray, Nyon | 25 avril 2022, Stade Colovray, Nyon |
|  | MŠK Žilina          | MŠK Žilina          | 15 mars                             |                     |                     |                     | 1 (3)            | 1 (3)            |                  |                  |  |  |                                     |                                     |                                     |                                     |  |  | 25 avril 2022, Stade Colovray, Nyon | 25 avril 2022, Stade Colovray, Nyon | 25 avril 2022, Stade Colovray, Nyon | 25 avril 2022, Stade Colovray, Nyon |
|  | RB Salzbourg        | RB Salzbourg        | 1 (4)                               | 1 (4)               |                     |                     |                  |                  |                  |                  |  |  |                                     |                                     |                                     |                                     |  |  | 25 avril 2022, Stade Colovray, Nyon | 25 avril 2022, Stade Colovray, Nyon | 25 avril 2022, Stade Colovray, Nyon | 25 avril 2022, Stade Colovray, Nyon |
|  | RB Salzbourg        | RB Salzbourg        | 1 (4)                               | 1 (4)               | RB Salzbourg        | RB Salzbourg        | 0                | 0                |                  |                  |  |  |                                     |                                     |                                     |                                     |  |  |                                     |                                     |                                     |                                     |
|  | 2 mars 2022         |                     |                                     |                     | RB Salzbourg        | RB Salzbourg        | 0                | 0                |                  |                  |  |  |                                     |                                     |                                     |                                     |  |  |                                     |                                     |                                     |                                     |
|  |                     |                     | SL Benfica                          | SL Benfica          | 6                   | 6                   |                  |                  |                  |                  |  |  |                                     |                                     |                                     |                                     |  |  |                                     |                                     |                                     |                                     |
|  | AZ Alkmaar          | AZ Alkmaar          | SL Benfica                          | SL Benfica          | 6                   | 6                   | 0 (4)            | 0 (4)            |                  |                  |  |  |                                     |                                     |                                     |                                     |  |  |                                     |                                     |                                     |                                     |
|  | AZ Alkmaar          | AZ Alkmaar          |                                     |                     |                     |                     |                  | 0 (4)            |                  |                  |  |  |                                     |                                     |                                     |                                     |  |  |                                     |                                     |                                     |                                     |
|  | Juventus FC         | Juventus FC         | 0 (5)                               | 0 (5)               |                     |                     |                  |                  |                  |                  |  |  |                                     |                                     |                                     |                                     |  |  |                                     |                                     |                                     |                                     |
|  | Juventus FC         | Juventus FC         | 0 (5)                               | 0 (5)               | Juventus FC         | Juventus FC         | 2                | 2                |                  |                  |  |  |                                     |                                     |                                     |                                     |  |  |                                     |                                     |                                     |                                     |
|  | 2 mars 2022         |                     |                                     |                     | Juventus FC         | Juventus FC         | 2                | 2                |                  |                  |  |  |                                     |                                     |                                     |                                     |  |  |                                     |                                     |                                     |                                     |
|  |                     |                     | Liverpool FC                        | Liverpool FC        | 0                   | 0                   |                  |                  |                  |                  |  |  |                                     |                                     |                                     |                                     |  |  |                                     |                                     |                                     |                                     |
|  | Liverpool FC        | Liverpool FC        | Liverpool FC                        | Liverpool FC        | 0                   | 0                   | 1 (4)            | 1 (4)            |                  |                  |  |  |                                     |                                     |                                     |                                     |  |  |                                     |                                     |                                     |                                     |
|  | Liverpool FC        | Liverpool FC        | 13 avril                            |                     |                     |                     | 1 (4)            | 1 (4)            |                  |                  |  |  |                                     |                                     |                                     |                                     |  |  |                                     |                                     |                                     |                                     |
|  | KRC Genk            | KRC Genk            | 1 (3)                               | 1 (3)               |                     |                     |                  |                  |                  |                  |  |  |                                     |                                     |                                     |                                     |  |  |                                     |                                     |                                     |                                     |
|  | KRC Genk            | KRC Genk            | 1 (3)                               | 1 (3)               | Juventus FC         | Juventus FC         | 2 (3)            | 2 (3)            |                  |                  |  |  |                                     |                                     |                                     |                                     |  |  |                                     |                                     |                                     |                                     |
|  | 7 avril 2022        |                     |                                     |                     | Juventus FC         | Juventus FC         | 2 (3)            | 2 (3)            |                  |                  |  |  |                                     |                                     |                                     |                                     |  |  |                                     |                                     |                                     |                                     |
|  |                     |                     | SL Benfica                          | SL Benfica          | 2 (4)               | 2 (4)               |                  |                  |                  |                  |  |  |                                     |                                     |                                     |                                     |  |  |                                     |                                     |                                     |                                     |
|  | Dynamo Kiev         | Dynamo Kiev         | SL Benfica                          | SL Benfica          | 2 (4)               | 2 (4)               | 1                | 1                |                  |                  |  |  |                                     |                                     |                                     |                                     |  |  |                                     |                                     |                                     |                                     |
|  | Dynamo Kiev         | Dynamo Kiev         |                                     |                     |                     |                     |                  | 1                |                  |                  |  |  |                                     |                                     |                                     |                                     |  |  |                                     |                                     |                                     |                                     |
|  | Sporting CP         | Sporting CP         | 2                                   | 2                   |                     |                     |                  |                  |                  |                  |  |  |                                     |                                     |                                     |                                     |  |  |                                     |                                     |                                     |                                     |
|  | Sporting CP         | Sporting CP         | 2                                   | 2                   | Sporting CP         | Sporting CP         | 0                | 0                |                  |                  |  |  |                                     |                                     |                                     |                                     |  |  |                                     |                                     |                                     |                                     |
|  | 2 mars 2022         |                     |                                     |                     | Sporting CP         | Sporting CP         | 0                | 0                |                  |                  |  |  |                                     |                                     |                                     |                                     |  |  |                                     |                                     |                                     |                                     |
|  |                     |                     | SL Benfica                          | SL Benfica          | 4                   | 4                   |                  |                  |                  |                  |  |  |                                     |                                     |                                     |                                     |  |  |                                     |                                     |                                     |                                     |
|  | FC Midtjylland      | FC Midtjylland      | SL Benfica                          | SL Benfica          | 4                   | 4                   | 2                | 2                |                  |                  |  |  |                                     |                                     |                                     |                                     |  |  |                                     |                                     |                                     |                                     |
|  | FC Midtjylland      | FC Midtjylland      |                                     |                     |                     |                     |                  | 2                |                  |                  |  |  |                                     |                                     |                                     |                                     |  |  |                                     |                                     |                                     |                                     |
|  | SL Benfica          | SL Benfica          | 3                                   | 3                   |                     |                     |                  |                  |                  |                  |  |  |                                     |                                     |                                     |                                     |  |  |                                     |                                     |                                     |                                     |
|  | SL Benfica          | SL Benfica          | 3                                   | 3                   |                     |                     |                  |                  |                  |                  |  |  |                                     |                                     |                                     |                                     |  |  |                                     |                                     |                                     |                                     |
|  |                     |                     |                                     |                     |                     |                     |                  |                  |                  |                  |  |  |                                     |                                     |                                     |                                     |  |  |                                     |                                     |                                     |                                     |

## Nombre d'équipes par association et par tour
L'ordre des fédérations est établi suivant le classement UEFA des pays en 2021.
| Association |       | Phase de groupes                                 | +  | Barrages                                    | Huitièmes de finale       | Quarts de finale    | Demi-finales | Finale      |
| ----------- | ----- | ------------------------------------------------ | -- | ------------------------------------------- | ------------------------- | ------------------- | ------------ | ----------- |
| Espagne     |       | 5 Atlético, Barcelone, Real, Séville, Villarreal | +1 | 4 Atlético, La Corogne, Séville, Villarreal | 3 Real, Atlético, Séville | 1 Atlético          | 1 Atlético   | -           |
| Angleterre  |       | 4 Chelsea, Liverpool, Man. City, Man. United     |    | 1 Chelsea                                   | 2 Liverpool, Man. United  | 1 Liverpool         | -            | -           |
| Italie      |       | 4 Atalanta, Inter, Juventus, Milan               | +1 | 2 Empoli, Inter                             | 1 Juventus                | 1 Juventus          | 1 Juventus   | -           |
| Allemagne   |       | 4 Bayern, Dortmund, Leipzig, Wolfsburg           |    | 1 Dortmund                                  | 1 Dortmund                | 1 Dortmund          | -            | -           |
| France      |       | 2 Lille, Paris                                   |    |                                             | 1 Paris                   | 1 Paris             | -            | -           |
| Portugal    |       | 3 Porto, Benfica, Sporting                       |    |                                             | 2 Benfica, Sporting       | 2 Benfica, Sporting | 1 Benfica    | 1 Benfica   |
| Russie      |       | 1 Zénith                                         | -  | -                                           | -                         | -                   | -            | -           |
| Belgique    |       | 1 Bruges                                         | +1 | 2 Bruges, Genk                              | 1 Genk                    | -                   | -            | -           |
| Ukraine     |       | 2 Donetsk, Kiev                                  |    | 1 Kiev                                      | 1 Kiev                    | -                   | -            | -           |
| Pays-Bas    |       | 1 Ajax                                           | +1 | 1 AZ                                        | 1 AZ                      | -                   | -            | -           |
| Turquie     |       | 1 Beşiktaş                                       | -  | -                                           | -                         | -                   | -            | -           |
| Autriche    |       | 1 Salzbourg                                      |    |                                             | 1 Salzbourg               | 1 Salzbourg         | 1 Salzbourg  | 1 Salzbourg |
| Danemark    |       | -                                                | +1 | 1 Midtjylland                               | 1 Midtjylland             | -                   | -            | -           |
| Écosse      |       | -                                                | +1 | 1 Rangers                                   | -                         | -                   | -            | -           |
| Suisse      |       | 1 Young Boys                                     | -  | -                                           | -                         | -                   | -            | -           |
| Croatie     |       | -                                                | +1 | 1 Hajduk                                    | -                         | -                   | -            | -           |
| Suède       |       | 1 Malmö                                          | -  | -                                           | -                         | -                   | -            | -           |
| Slovaquie   |       | -                                                | +1 | 1 Žilina                                    | 1 Žilina                  | -                   | -            | -           |
| Moldavie    |       | 1 Tiraspol                                       | -  | -                                           | -                         | -                   | -            | -           |
| Total       | Total | 32                                               | +8 | 16                                          | 16                        | 8                   | 4            | 2           |

## Classement annexes

### Meilleurs buteurs
| Rang | Buteur              | Club              | Buts |
| ---- | ------------------- | ----------------- | ---- |
| 1    | Mads Hansen         | FC Midtjylland    | 7    |
| 1    | Aral Şimşir         | FC Midtjylland    | 7    |
| 3    | Jamie Bynoe-Gittens | Borussia Dortmund | 6    |

### Meilleurs passeurs
| Rang | Passeur        | Club                | Passes |
| ---- | -------------- | ------------------- | ------ |
| 1    | Xavi Simons    | Paris Saint-Germain | 6      |
| 2    | Aleix Garrido  | FC Barcelone        | 5      |
| 2    | Jorge Meireles | SL Benfica          | 5      |